# Máy phát điện kích từ kiểu song song

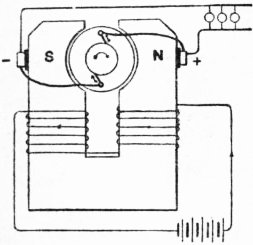
Máy phát điện kích từ độc lập bằng ắc qui

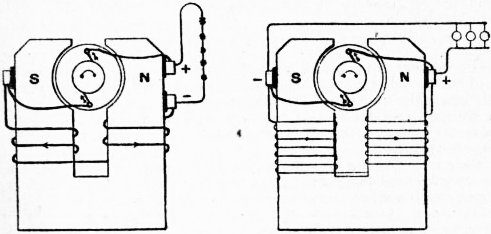
Máy phát điện tự kích từ nối tiếp ở bên trái, kiểu shunt ở bên phải.

Máy phát điện kích từ song song là một loại máy phát điện một chiều, trong đó cuộn dây phần cảm (cuộn dây rotor) và cuộn dây phần ứng (cuộn dây stator) được kết nối song song, và trong đó phần ứng cung cấp cả dòng tải và cả dòng kích thích. Máy phát dòng điện một chiều (DC), không sử dụng nam châm vĩnh cửu, cần một dòng điện DC để kích từ. Từ trường có thể được kích từ độc lập bởi một nguồn DC, như ắc qui, hoặc tự kích thích bằng cách kết nối với phần ứng của máy phát để máy phát cũng cung cấp dòng điện kích thích cần thiết cho nó.

## Các kiểu đấu nối phần cảm của máy phát điện
Một từ trở mắc kiểu song song (shunt) (và bất kỳ điện trở nối tiếp nào được sử dụng để điều chỉnh) có thể được kết nối trực tiếp qua các đầu cực của phần ứng song song với tải. Trường hợp máy điện có một seri cuộn dây mắc theo kiểu hỗn hợp, phần cảm này có thể được đấu nối ở phía phần ứng (shunt ngắn) hoặc ở phía tải (shunt dài). Các kiểu đấu nối khác nhau cho các đặc tính điều chỉnh điện áp khác nhau trên tải. Vì vậy, khi nó được đấu nối theo kiểu shunt nó có những đặc tính không đổi.

## Đặc tính
Dòng điện trong cuộn cảm của máy phát kích từ song song (xấp xỉ) độc lập với dòng tải, bởi vì các dòng điện trong các nhánh song song là độc lập với nhau. Do dòng điện cảm, dẫn đến cường độ từ trường, ít chịu ảnh hưởng bởi dòng điện tải, điện áp ra vẫn gần như không đổi so với điện áp đầu ra của máy phát điện.
Sẽ có một sụt áp phần ứng nhỏ trên tải, sẽ được phản ánh trong điện áp áp dụng cho cuộn cảm mắc theo kiểu shunt. Điện áp đầu ra trong máy phát điện DC kiểu shunt giảm nhẹ khi dòng tải tăng lên do điện áp giảm qua điện trở của phần ứng.

## Đấu dây theo kiểu hỗn hợp
Trong một máy phát điện kích từ song song, điện áp đầu ra biến đổi đối nghịch với dòn tải. Trong máy phát điện kích từ kiểu nối tiếp, điện áp ra thay đổi tỉ lệ thuận với dòng tải. Sự kết hợp của hai kiểu kích từ này có thể khắc phục được những nhược điểm của cả hai. Sự kết hợp của 2 kiểu đấu dây này được gọi là máy phát điện DC kiểu hỗn hợp.